# Kollektieve schuld
Kollektieve schuld ofwel Famir'man-sani is een roman van de Surinaamse schrijver Edgar Cairo, voor het eerst verschenen in 1976, bij uitgeverijen Het Wereldvenster (Bussum), Novib (Den Haag)/NCOS (Brussel).

## Thematiek
In de roman staat een Surinaamse familie centraal. Winti weeft het leven van de familieleden door en het speelt een belangrijke rol in het hele verhaal. Naast religie worden er ook andere aspecten van het Surinaamse leven belicht, bijvoorbeeld de verhouding van de Afro-Surinaamse en creoolse stedelingen tegenover andere Surinaamse bevolkingsgroepen (Javanen, Hindoestanen en Marrons) en ook tegenover Nederlanders.

## Structuur
Aan het begin van de roman staat een Intro. Het boek bestaat uit 6 hoofdstukken die alle zes weer in kleinere delen zijn onderverdeeld. Al deze delen, net zo als de hoofdstukken, hebben een eigen titel die naar de inhoud van dat gedeelte verwijst.

Het boek bevat vele liederen in het Sranan. Bovendien bevinden zich meerdere zogenaamde tori’s (traditionele verhalen in het Sranan) in het vijfde hoofdstuk en aan het begin van het zesde. Die vormen geen zelfstandige structurele eenheden maar ze functioneren wel als aparte gedeeltes.

## Verhaal
Kollektieve schuld speelt zich in de jaren 1960 in Suriname af. Wegens problemen van familieleden besluiten de oudste vrouwen in de familie een reeks wintirituelen te organiseren. Zij hopen dat dit alles in orde zou brengen doordat de familieleden alle schuld van zich afwassen. 

Aan het hoofd van de familie staat Ma Marjana die aan een serieuze oogziekte en reumatische ziekten lijdt. Haar dochter, Ma Lien/Lina organiseert de rituelen. In het eerste hoofdstuk zoekt ze alle familieleden op om financiële hulp te vragen zodat ze de benodigdheden van de rituelen kan kopen. De meeste verwanten staan negatief ten opzichte van de winti die ze afgoderij (in het Sranan afkondré) noemen maar ze allemaal geven haar wat geld.

In de volgende drie hoofdstukken worden de weken voorafgaand de wintipré (het dansritueel) beschreven. Ook Rudi, de zoon van Ma Lien komt uit Nederland aan, met zijn blanke vrouw (wier naam we niet te weten krijgen), hun baby en het dochtertje van de vrouw. We verkrijgen nadere inzicht in de familieverhoudingen en –omstandigheden.

Het vijfde hoofdstuk begint met de beschrijving van de reis naar de plaats waar de rituelen gehouden zullen worden. De wintipré zal op een bosgebied buiten de stad (vermoedelijk Paramaribo, waar zich de overige delen afspelen) plaatsvinden, op een voormalige plantage. Wanneer ze daar aankomen, wordt er aan de voorbereidingen voor de wintipré begonnen waar ook de bewoners van het gebied aan deelnemen. Naast de magische handelingen wordt er gezongen, een beetje gedanst en oudere mannen die daar wonen vertellen ook tori’s. 

Het zesde hoofdstuk bevat het hoogtepunt van het verhaal: de wintipré. Na het rituele kruidenbad vindt “het geestesmaal”, de “afscheid van de geesten der doden” en uiteindelijk de wintipré plaats. Tijdens deze laatste raakt bijna iedereen in trance en wordt door verschillende geesten en goden (winti) in bezit genomen. Alle volwassenen nemen aan het dansritueel deel, zelfs de blanke vrouw van Rudi, en Oom Frans, een politieagent die vroeger alles in verband met winti afwees. Ook Ma Marjana wordt door een bosgod in bezit genomen. In het daaropvolgende tekstgedeelte spreekt zij als ik-verteller en aan het einde van dit stuk komen we te weten dat ze overleden is. Daarop volgt een gerechtelijk onderzoek waaruit blijkt dat Ma Marjana aan een bloeding in haar hersenen stierf, ten gevolge van “een toestand van lichamelijke en geestelijke opwinding”. Deze opwinding werd volgens het gerecht door de wintipré veroorzaakt. Iedereen die eraan deelnam, wordt streng bestraft.

## Stijl
De taal van de beschrijvingen in het boek wijkt in grote mate af van die van de dialogen. De beschrijvende tekstgedeeltes zijn volgens de regels van het Algemeen Nederlands gevormd, terwijl de gesprekken in het Surinaams-Nederlands zijn geschreven. Cairo tracht de typische kenmerken van die taalvariëteit weer te geven: naast vele woorden uit het Sranan, gebruikt hij vele weglatings- en accenttekens en vormen als fo (in plaats van voor), ma' (in plaats van maar) of nèks (in plaats van niets).

De poging om de gesproken taal weer te geven maakt deel uit van het streven naar een eigenaardige stijl. Kenmerkend is voor deze stijl dat die in grote mate door de orale traditie is beïnvloed. Dezelfde invloed is in de verteltechniek van Cairo waar te nemen: hij verwerkt tori's en liederen in de tekst. Ook een zin als "Hoor ze fo me dan.", "gezegd" door de auctoriale verteller, ter inleiding van een gesprek, verwijst naar de orale traditie - deze vorm, vooral het woord "Hoor" lijkt op de manier waarop een toriman (verteller van traditionele verhalen) zijn publiek aanspreekt.